# Pacifismo

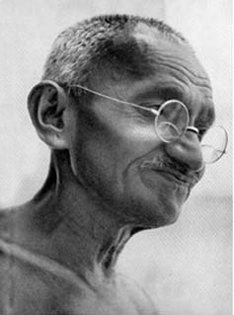
Mahatma Gandhi, representante ilustre del pacifismo moderno.

El pacifismo es el conjunto de doctrinas encaminadas a mantener la paz entre las naciones. Se opone a la guerra y a otras formas de violencia a través de un movimiento político, religioso, o como una ideología específica. Algunos de los medios de los que se vale el pacifismo en la búsqueda de sus fines son: la no violencia activa, la diplomacia, la desobediencia civil, el boicot, la objeción de conciencia, las campañas de divulgación y la educación por la paz.
Por pacifista se puede entender toda corriente de pensamiento y acción que aspira a hacer posible las condiciones para que la ausencia de guerra sea un estado permanente de las relaciones humanas, tanto entre los Estados, naciones y pueblos como entre las personas.[cita requerida]

## Historia
El pacifismo es una doctrina que ha estado presente en varias culturas del mundo principalmente en la tradición oriental con corrientes como la filosofía china o el hinduismo y en la occidental con la tradición judeocristiana.
En la filosofía china quizás sus principales exponentes son Confucio que entiende el pacifismo como el amor a la vida y todas sus expresiones incluyendo al ser humano y Lao-Tsé que nos devuelve a la naturaleza, entendiendo el pacifismo como el autocontrol y la conciencia de nuestros actos violentos. 
En el hinduismo aparece con el concepto áhimsa que es el respeto a todas las formas de vida y la negación a toda violencia , esta es la que Mahatma Gandhi entiende y transforma en acción tanto personal como colectiva , este concepto más que englobar una virtud es más bien entendida como modo de conducta. 
La aparición del pacifismo en occidente se remontará a cuando los primeros cristianos se negaron a tomar armas y ejercer la violencia, para lo que utilizaron una frase del Sermón de la montaña: "No resistáis a la violencia con la fuerza".
Pasándose los siglos, varios grupos cristianos enseñaron el pacifismo (o sea "la no resistencia"), como los valdenses, la hermandad de Moravia, los anabaptistas, los cuáqueros, los primeros metodistas y otros grupos menores. En la actualidad, son mayormente los grupos descendientes de los anabaptistas (los amish, los menonitas y los huteritas) quienes practican la no resistencia como doctrina esencial.
El pacifismo comenzó a ser definido a partir del siglo XVIII por numerosas personalidades:
- Leibniz (1646-1716), aparte de filósofo fue matemático, historiador, teólogo y diplomático. Recorrió toda Europa estableciendo contactos con mucha gente distinta. Esto lo hizo para intentar conseguir el entendimiento y la comprensión, ya que su propósito era crear una lengua exacta y universal.
- François Marie Voltaire (1694-1778) filósofo francés y gran defensor de la convivencia pacífica entre personas de distintas creencias y religiones.
- Rousseau (1712-1778), filósofo y escritor francés, destacó por atacar al gobierno, al sistema de enseñanza y a la Iglesia católica. Durante la Revolución francesa se pretendió conseguir las libertades individuales y los derechos humanos que Rousseau mencionaba.
- Bentham (1748-1832), jurista y economista inglés, ideó que el bien era placer y el mal era dolor. Intentó crear un sistema moral en el que cada persona escogiese el placer que más felicidad le diese, según su interés, consiguiendo así el beneficio de los demás.
- Saint-Simon (1760-1825) era un sociólogo francés que creó un sistema industrial en el que los cristianos intentaban mejorar la situación de los pobres a través de métodos no violentos.
- Henry David Thoreau (1817-1862) autor estadounidense del ensayo "Desobediencia Civil", donde desarrolla la objeción de conciencia.
- León Tolstói (1828-1910) escritor ruso cuyas ideas sobre la «no violencia activa» expresadas en libros tuvieron un profundo impacto en grandes personajes como Gandhi y Martin Luther King.
- Jean Jaurès (1859-1914) Político socialista francés que se opuso firmemente a la Primera Guerra Mundial. Su toma de postura en pro del pacifismo, poco antes del desencadenamiento de la misma, terminó con su asesinato tres días después del inicio de esta guerra.
- H. G. Wells (1866-1946) Escritor inglés y pacifista, pionero al cuestionar en sus obras los límites éticos de la ciencia y la tecnología.

### El pacifismo moderno
Pero los impulsos al pacifismo más fuertes e importantes fueron durante el siglo XX con algunos defensores, como Mahatma Gandhi, Martin Luther King y Nelson Mandela. Donde estas personas, aparte de escribir sobre el pacifismo, lo llevaron a la práctica llegando a influir su método en otras defensas de causas sociales en el mundo:
- Gandhi (1869-1948) fue un abogado y político hindú que luchó en el Movimiento de Independencia indio por sus propios métodos, como el ayuno limitado y la intercepción de trenes por una multitud sin armas que se tendía a lo largo de las vías. Como adalid del nacionalismo indio, predicó la paz de diversas maneras, y fue encarcelado por ello varias veces. Una vez puesto en libertad, sufrió varios atentados y lo asesinó un fanático hindú en Delhi (India). Sus cenizas fueron lanzadas al río Ganges.
- Martin Luther King (1929-1968) fue un Pastor y dirigente estadounidense, principal líder del Movimiento por los derechos civiles en Estados Unidos.
- John Lennon, miembro de The Beatles, elaboró Imagine en 1971 y pedía al mundo que la violencia acabara. Como Gandhi y Luther King, Lennon tampoco se libró de ser asesinado el 8/12/1980 por un seguidor llamado Mark David Chapman
- Óscar Romero (1917-1980) fue un arzobispo de El Salvador enemigo de la violencia que ejercían la extrema derecha nacionalista y el ejército. Defendió a los oprimidos y fue asesinado durante una misa.
- Nelson Mandela (1918-2013) fue un abogado y activista humanista que luchó por la emancipación racial de Sudáfrica junto al Congreso Nacional Africano con el que gobernó el país a fines de la década de los 90 tras estar 27 años en prisión.
- Chico Mendes (1944-1988) fue un ambientalista que luchó por medios pacíficos por la defensa de la amazonia y la creación de cooperativas en Brasil, muere asesinado.
- Tenzin Gyatso (1935) actual dalái lama, y como tal, líder espiritual, fue jefe de Estado del Tíbet. Su país fue invadido y anexado por la China comunista, y desde entonces emprendió una pacífica lucha por recuperarlo.
- Robert L. Holmes (1935) es un filósofo americano, académico y conferencista reconocido internacionalmente sobre temas de pacifismo, no violencia y desarme nuclear. Ha investigado sobre el concepto de "pacifismo pragmático".[5]
- Luigi Ferrajoli (1940) es un jurista italiano y uno de los principales teóricos del garantismo jurídico, teoría que desarrolló inicialmente en el ámbito del Derecho penal pero que considera, en general, un paradigma aplicable a la garantía de todos los derechos fundamentales. Ferrajoli se define como un iuspositivista crítico.

Otros hechos importantes en el siglo XX fueron :
- A consecuencia del suceso acontecido en Hiroshima y Nagasaki durante agosto de 1945, once importantes científicos se decidieron a firmar y redactar en Londres (1955) una primera declaración abierta contra el uso de armas de destrucción masiva por parte de los gobiernos del mundo. A esta declaración se le conoce como el Manifiesto Russell-Einstein.
- Otro suceso importante fueron las protestas contra la guerra de Vietnam en Estados Unidos en los años sesenta y contra la carrera armamentista muchas de ellas encabezadas por importantes activistas como fueron la pareja formada por el cantante John Lennon y la artista Yōko Ono.

## 

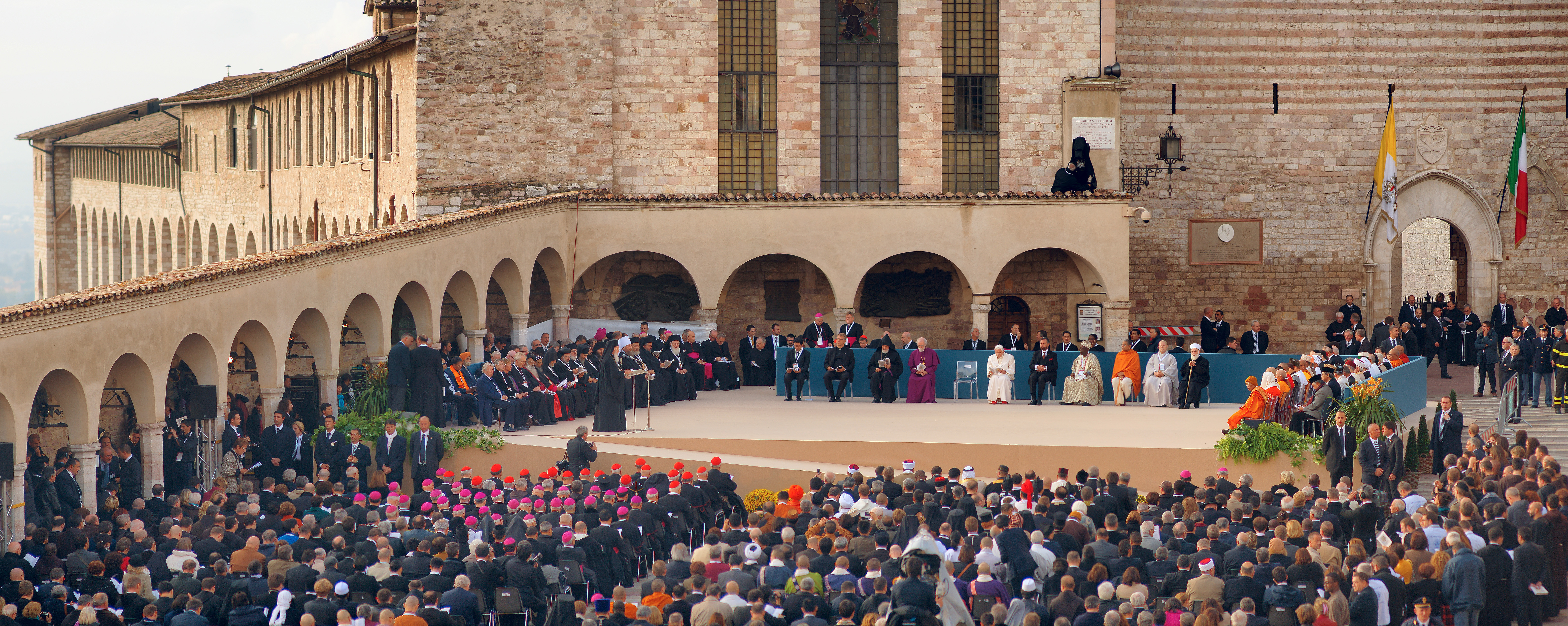
Líderes religiosos en Asís, en 2011, en busca de la paz mundial.

## SigloXXI

### Guerra contra el terrorismo y guerra de Irak
El siglo XXI se ha caracterizado principalmente por la globalización. En materia de paz la acción más importante de principios de este siglo fue la Carta de la Tierra, un intento por redactar una Carta Magna o constitución del planeta en donde se muestra que la protección del medio ambiente, los derechos humanos y la paz son interdependientes e indivisibles a todos nosotros. 
La guerra de Irak ha servido como detonante para revitalizar un movimiento que llevaba tiempo fuera de las portadas. Las manifestaciones contra la invasión de Irak de 2003 fueron convocadas simultáneamente en todo el mundo, bajo el lema No a la guerra, siendo las primeras convocatorias de carácter realmente global de la historia. Las manifestaciones fueron especialmente relevantes en los países comprometidos con la invasión (Australia, Estados Unidos, España, Gran Bretaña, Portugal, Polonia, Italia). Estas fueron las primeras manifestaciones convocadas por internet y SMS, y se mostró la efectividad de los nuevos medios, ya que la protesta mundial (o marcha por la paz) se comenzó a organizar solo un mes antes de su realización. Las circunstancias locales permitieron su perduración en el tiempo, sobre todo en Gran Bretaña, Estados Unidos, España e Italia, donde pudieron servir de bandera de enganche contra los Gobiernos en el poder, contribuyendo así al vuelco electoral en España e Italia.
El 15 de febrero de 2003 tuvo lugar la mayor de las manifestaciones. Millones de personas salieron a las calles en muchas ciudades, encabezadas por Roma con 2 millones de manifestantes. Cabe destacar el baile de cifras, en cuanto al número de manifestantes en las principales ciudades de los países cuyos gobiernos apoyaron la invasión. Fue muy grande la diferencia entre los datos oficiales dados por las administraciones y las dadas por los convocantes; cada uno defendiendo sus intereses. Un claro ejemplo es Madrid, donde el número de manifestantes fue muy superior a los 660.000 oficiales, aunque es muy posible que no llegaran a los 2 millones de personas según los convocantes, siendo una cifra intermedia el dato real.
Al mismo tiempo, la guerra contra el terrorismo tal como fue formulada en sus inicios por Estados Unidos bajo el mandato de George W. Bush, generó un movimiento pacifista donde se encuentran, tanto grupos reformistas de pacifismo conservador, que no cuestionan otros aspectos sociales, como los grupos que creen en la acción no violenta para realizar cambios radicales en la sociedad

### La primavera de los países árabes
La Primavera Árabe es un ejemplo de pacifismo, pues los ciudadanos árabes se levantaron contra sus gobernantes quienes llevaban años aferrados al poder y organizaron pacíficas y exitosas manifestaciones como en Túnez, Egipto y Yemen.[cita requerida] En otros países como Siria y Libia, las manifestaciones se tornaron guerra civiles.
En el contexto de la guerra civil siria, el papa Francisco dirigió un día de oración por la paz en la Ciudad del Vaticano, rogando a Dios y Cristo que por cuestiones pacíficas, no intervengan fuerzas armadas extranjeras en el país musulmán, aunque implícitamente se lo pedía a Barack Obama.

## Investigación para la paz
En la era nuclear, el pacifismo ha inspirado la difusión de una nueva disciplina académica llamada «investigación por la paz», que consiste en adquirir el saber social necesario para hacer posible una resolución pacífica de los conflictos. En su desarrollo y consolidación, así como en la importancia que ha adquirido el pacifismo en la época posterior al lanzamiento de la bomba de Hiroshima, jugaron un papel decisivo los científicos. El 9 de julio de 1955, el filósofo Bertrand Russell, acompañado por Joseph Rotblat, un físico que había participado en el Proyecto Manhattan, presentó en Londres en una conferencia de prensa el que después sería conocido como Manifiesto Russell-Einstein. Se trata del alegato pacifista más brillante y persuasivo del siglo XX. Además de Bertrand Russell y Albert Einstein, el documento también lo suscribieron Max Born, Premio Nobel en física, P. W. Bridgman, Premio Nobel en física, J. F. Joliot-Curie, Premio Nobel en química, H.J. Muller, Premio Nobel en fisiología y medicina, Linus Pauling, Premio Nobel en química, Hideki Yukawa, Premio Nobel en física, C.F. Powell, profesor de física en la Universidad de Londres y Leopold Infeld, profesor de física en la Universidad de Varsovia. Normalmente al Manifiesto «Russell-Einstein» se le ha caracterizado como un llamamiento contra la peligrosidad de las armas nucleares y la posibilidad de que entonces estallase una guerra atómica entre EE. UU. y la Unión Soviética. Pero, siendo verdad que ese era su tema central, en él también se hacían reflexiones que trascendían dicha temática. En el comunicado de convocatoria del acto de presentación del manifiesto se resaltaba lo que sus autores consideraban su propuesta fundamental. Se decía por ejemplo:
«[en el manifiesto] se deja claro que ninguna de las partes puede aspirar a la victoria en esa guerra [guerra nuclear entre los dos bloques], y que existe un peligro muy real de exterminación de la raza humana por el polvo y la lluvia de las nubes radioactivas. Se sugiere que ni el público ni los gobiernos del mundo son suficientemente conscientes del peligro. Se señala que un acuerdo de prohibición de las armas nucleares, si bien podría ser útil para disminuir la tensión, no ofrecería una solución, ya que dichas armas serían sin duda fabricadas y utilizadas en una gran guerra, a pesar de los acuerdos previos en sentido contrario. La única esperanza para la humanidad es evitar la guerra». 
En el cuerpo del manifiesto se formulaba la misma idea pero planteada como un dilema calificado, por cierto, como «severo, horrible e ineludible»: «¿debemos poner fin a la especie humana o deberá la humanidad renunciar a la guerra?» Bertrand Russell, el principal redactor del Manifiesto, ampliaría este razonamiento en un libro posterior titulado La guerra nuclear ante el sentido común. Decía Russell en él:
- «Una guerra nuclear en gran escala resultaría un completo desastre no solo para los beligerantes, sino para todo el género humano, y no se llegaría con ella a resultado alguno que pudiera ser deseado por un hombre cuerdo.
- Siempre que surge una guerra pequeña, existe un peligro considerable de que surja de ella una guerra grande; y el peligro se convertiría, en último término, casi en una certidumbre en el transcurso de muchas guerras pequeñas.
- Si se destruyesen todas las armas nucleares existentes y se llegase a un acuerdo de no fabricar otras nuevas, cualquier guerra importante se convertirá, a pesar de todo, en nuclear así que los beligerantes tuviesen tiempo para fabricar las armas prohibidas».

De estas tres tesis Russell infería la siguiente conclusión: «si hemos de escapar de catástrofes inimaginables, será forzoso que encontremos un camino para evitar todas las guerras, sean grandes o pequeñas, resulten o no deliberadamente nucleares». Con ello se presentaba por primera vez la guerra como un problema de especie. Concebir así la actividad bélica difería radicalmente del tipo de valoraciones que habían predominado hasta entonces entre las principales corrientes de pensamiento. Estaba muy lejos de la concepción de la guerra como castigo o instrumento de la divinidad, como factor de progreso social, económico y político, como instrumento de liberación de los pueblos, como higiene del mundo, como medio para hacer prevalecer la superioridad de una raza sobre las demás o como medio u oportunidad para defender o alcanzar el socialismo. Al contrario, el pacifismo se presentaba ahora como la principal vía para asegurar la supervivencia de la humanidad.
El final de la Guerra Fría no alteró sustancialmente la validez de estas reflexiones, dado que aquel no tuvo como resultado ni el desarme nuclear ni una renuncia a considerar la guerra como un instrumento político aceptable. De hecho, lo que hicieron las potencias vencedoras de la Guerra Fría fue, por un lado, revalidar la doctrina de la disuasión nuclear y, por el otro, embarcarse en una sucesión interrumpida de intervenciones militares –es decir, de «guerras pequeñas», como diría Russell- aprovechando su momentánea hegemonía mundial.
En el siglo XXI, varios filósofos han argumentado que los principios teóricos que sustentan el pacifismo secular pueden aplicarse con éxito para resolver varias formas únicas de conflicto internacional, incluidas la guerra nuclear y el terrorismo internacional. En este grupo se incluye Robert L. Holmes, quien ilustra que se pueden utilizar cuatro principios de "personalismo moral" para crear un resultado éticamente viable y pacífico para las disputas internacionales. Sostiene además que la práctica de hacer la guerra en general durante la era moderna es éticamente incorrecta cuando se considera en su totalidad. Sugiere además que mirando más allá de los conceptos particulares de injusticia e injusticia que inevitablemente surgen durante un conflicto, todavía es posible ser un "pacifista pragmático".

## Resistencia no violenta
La resistencia noviolenta es una táctica de protesta relacionada con la desobediencia civil que propugna el logro de un cambio político, social y cultural sin necesidad del empleo de la violencia como arma política.
En la práctica utiliza protestas simbólicas y actos de no cooperación en las áreas políticas y económicas.
En general, el concepto de la no violencia busca comportamientos que no son habituales en las maneras y costumbres de la población. Consiste en provocar la atención mediante la sorpresa. Es una forma de afirmar la disconformidad con una práctica que se considera injusta y emplea actos de omisión (donde se rechaza realizar acciones socialmente aceptadas o de obligado cumplimiento por ley o normativa); actos de comisión (cuando, por el contrario, se realizan acciones contrarias a la costumbre o prohibidas); o una combinación de ambos.

## Pacifismo yAntimilitarismo
Es difícil no ver el pacifismo como una forma de antimilitarismo aplicada a la vida cotidiana. Diversas organizaciones cívicas se inspiran en el antimilitarismo y las perspectivas pacifistas para cuestionar el uso sistemático de la fuerza militar en los conflictos, oponerse al reclutamiento militar y exigir la consolidación del servicio civil.